# براندان لامبي
براندان لامبي (بالإنجليزية: Brendan Lambe)‏ هو لاعب كرة قدم أمريكي، ولد في 19 فبراير 2004 في أبيكس في الولايات المتحدة.